# Eutropis novemcarinata
Espèce
Synonymes
- Euprepes novemcarinata Anderson, 1871
- Mabuya novemcarinata (Anderson, 1871)

Statut de conservation UICN

 LC  : Préoccupation mineure
Eutropis novemcarinata est une espèce de sauriens de la famille des Scincidae.

## Répartition
Cette espèce se rencontre :
- en Sundaland ;
- en Inde ;
- en Birmanie ;
- en Thaïlande ;
- en Malaisie péninsulaire.

## Publication originale
- Anderson, 1871 : A list of the reptilian accession to the Indian Museum, Calcutta from 1865 to 1870, with a description of some new species. Journal of the Asiatic Society of Bengal, vol. 40, no 1, p. 12-39 (texte intégral).